# Campionato russo di rugby a 15 2006
Il Campionato russo di rugby a 15 del 2006 (in russo Professional'naja regbijnaja liga 2006 fu il secondo campionato semiprofessionistico organizzato dalla Federazione di rugby a 15 della Russia il 15 in assoluto; parteciparono 7 squadre.
La formula previde un torneo a girone unico, le semifinali su due partite e le finali per il primo e il terzo posto su tre incontri.

## Squadre Partecipanti
- Enisej-STM
- Krasnyj Jar
- RC Novokuznetsk
- RC Penza
- Slava Moscow
- Universitet Chita
- VVA-Podmoskov'e

## Classifica Finale
|         | &nClub                  |       |        |       |       | Punti  | Punti | Punti | Punti classifica |
| Giocate | &nClub                  | Vinte | Pareg. | Perse | fatti | subiti | Diff. |       | Punti classifica |
| ------- | ----------------------- | ----- | ------ | ----- | ----- | ------ | ----- | ----- | ---------------- |
| 1       | VVA-Podmoskovye Monino  | 12    | 10     | 1     | 1     | 357    | 141   | +216  | 43               |
| 2       | Yenisey-STM Krasnoyarsk | 12    | 10     | 0     | 2     | 388    | 138   | +250  | 42               |
| 3       | Krasny Yar Krasnoyarsk  | 12    | 9      | 1     | 2     | 381    | 164   | +217  | 40               |
| 4       | Slava Moscow            | 12    | 5      | 1     | 6     | 245    | 235   | +10   | 28               |
| 5       | RC Penza                | 12    | 3      | 0     | 9     | 155    | 303   | -148  | 21               |
| 6       | RC Novokuznetsk         | 12    | 2      | 1     | 9     | 156    | 324   | -168  | 19               |
| 7       | Universitet Chita       | 12    | 1      | 0     | 11    | 161    | 540   | -479  | 15               |

## Play Off
| 2006 Russian Professional League Play-off                 | 2006 Russian Professional League Play-off                 | 2006 Russian Professional League Play-off                 |
| Semi-Finali (Due match con classifica su somma dei punti) | Semi-Finali (Due match con classifica su somma dei punti) | Semi-Finali (Due match con classifica su somma dei punti) |
| --------------------------------------------------------- | --------------------------------------------------------- | --------------------------------------------------------- |
| Slava Moscow                                              | 26-76                                                     | VVA-Podmoskovye Monino                                    |
| Krasny Yar Krasnoyarsk                                    | 49-36                                                     | Yenisy-STM Krasnoyarsk                                    |
| Finali (al meglio di tre partite)                         |                                                           |                                                           |
| Terzo Posto                                               |                                                           |                                                           |
| Slava Moscow                                              | 1-2                                                       | Yenisy-STM Krasnoyarsk                                    |
| Primo posto                                               |                                                           |                                                           |
| VVA-Podmoskovye Monino                                    | 2-0                                                       | Krasny Yar Krasnoyarsk                                    |